# Polidor (fill de Cadme)
D'acord amb la mitologia grega, Polidor (en grec antic Πολύδωρος) va ser un rei de Tebes, fill de Cadme i d'Harmonia.
Casat amb Nicteis, filla de Nicteu, va ser pare de Làbdac, l'avi d'Èdip. Sobre el paper que té en la transmissió del poder des de Cadme fins a Èdip, les tradicions varien. De vegades és ell qui rep el tron de Tebes de part de Cadme quan l'heroi va marxar a Il·líria, ja que en aquell moment l'únic fill de Cadme era Polidor. Altres vegades Cadme deixa el poder a Penteu, el fill de la seva filla Agave. En aquest cas, Polidor va anar amb el seu pare fins a Il·líria. Una tradició intermèdia deia que Penteu havia destronat Polidor, el legítim successor, després d'haver marxat Cadme.